# Tørvemos-familien
Tørvemos-familien (Sphagnaceae) er en familie blandt mosserne. I anatomisk henseende afviger tørvemosserne meget fra de andre bladmosser. Stammens bark er omdannet til vandvæv, og dette sammen med andre særtræk gør det muligt for planterne at suge sig fulde af vand i overskudsperioder henholdsvis at tilbageholde vand i tørkeperioder. Da planterne udskiller H+, bidrager de selv til den forsuring af deres miljø, som er så karakteristisk for højmoser. Familien findes på alle kontinenter, dog ikke i de arktiske egne, og den er mest udbredt i de nordlige, tempererede zoner. Familien har kun én slægt:
| Slægter |

- Tørvemos (Sphagnum)

## Rødlistede arter
- Sphagnum leucobryoides
- Sphagnum novo-caledoniae[2]